# Manoir de Wietzow
Le manoir de Wietzow (Gutshaus Wietzow) est une demeure allemande située à Wietzow, village appartenant à la commune de Daberkow de l'arrondissement de Poméranie-Occidentale-Greifswald. La rivière Tollense coule à proximité.

## Histoire
Wietzow est un fief appartenant depuis le XVe siècle à la famille von Perselin, puis au XVIIe siècle à la famille von Blücher. C'est alors un fort avancé de Daberkow. Au début du XVIIIe siècle, les domaines poméraniens de la famille von Blücher passent à la famille famille von Linden (de). Karl Friedrich von Linden fait dessiner un parc à l'anglaise vers 1750. Le comte Adolf von Blücher (1840-1893) acquiert le domaine en 1865. Il fait reconstruire le château baroque en château néogothique. Il change plusieurs fois de propriétaires jusqu'à Wolf-Eginhard von Kruse (1887-1950) qui en est expulsé en 1945 par l'Armée rouge.
Celle-ci en fait un poste de commandement à la fin de la guerre, puis le manoir abrite des centaines de réfugiés allemands expulsés des provinces de l'Est (province de Prusse-Orientale en particulier) abolies et données à la Pologne ou à l'URSS. Le manoir est transformé à l'époque de la république démocratique allemande en maison communautaire pour sept familles, avec une coopérative de consommation et une cantine du Volkseigenes Gut (sovkhoze à l'allemande) local. La salle de bal sert de salle de fête communale.
Le manoir est abandonné après la réunification allemande, car la commune ne peut plus l'entretenir. Il est vendu en 1994 à un entrepreneur du nom de Raik Mulsow et inscrit sur la liste des bâtiments du patrimoine protégé, tandis que l'on procède à sa restauration. Le château est désormais divisé en appartements privés.